# 松型駆逐艦
松型駆逐艦（まつがたくちくかん）は、日本海軍の一等駆逐艦。丁型駆逐艦とも呼ばれる。
日本海軍の公的な名称ではないが、竹級駆逐艦（丁型駆逐艦）とする文献（戦史叢書等）もあり、昭和天皇への説明でも用いられた。
松型は、太平洋戦争中の1943年（昭和18年）から建造した戦時量産型駆逐艦である。神風型駆逐艦（初代）と並ぶ日本海軍最多の建造数（32隻）と最短の建造日数（約5ヶ月）を記録。そして最後に量産化された駆逐艦でもある。
なお、橘以降の艦は橘型/改松型/松型改/改丁型/丁型改などとして区別されるが、
艦艇類別等級表では松型と橘型を区別しておらず、艦型名は全隻松型駆逐艦としている。本項目では艦艇類別等級表に基づく松型駆逐艦全般を取り扱う。

## 概要
大正時代の日本海軍は、二等駆逐艦として樺型駆逐艦（計画番号F23）、樅型駆逐艦（計画番号F37）、若竹型駆逐艦（F37c）などを開発。限られた予算の中で充分な量の駆逐艦を揃えるために、大型で高価な一等駆逐艦と小型で比較的安価な二等駆逐艦の二本立てのハイ・ロー・ミックスで整備していた。その後、戦略上のニーズにより、大型で航洋性に優れる一等駆逐艦（F41型〈峯風型、神風型、睦月型〉、F43型〈吹雪型駆逐艦〉）のみが整備され、二等駆逐艦は建造されなくなる。
1930年（昭和5年）のロンドン海軍軍縮会議で駆逐艦の建造に制限が加えられると、小型化重武装の初春型駆逐艦と白露型駆逐艦（計画番号F45a～d）、二等駆逐艦の代替として千鳥型水雷艇（計画番号F46、Fは駆逐艦を意味する）を建造した。だが友鶴事件や第四艦隊事件が発生して設計方針を見直し、千鳥型は4隻で建造中止。二等駆逐艦に該当する鴻型水雷艇（計画番号F47）を8隻建造した。
これに対し、一等駆逐艦は高性能化を目指して大型化を続けた。秋月型駆逐艦に至っては小型巡洋艦に匹敵する艦型となった。太平洋戦争勃発後、1942年（昭和17年）8月上旬以降のガダルカナル島をめぐる戦いにおいて、日本海軍は輸送作戦（東京急行）への投入や夜戦で多数の艦隊決戦における水雷戦用の艦隊型駆逐艦を失った。しかし、当時最新鋭の夕雲型駆逐艦や秋月型駆逐艦、建造中の丙型（島風型駆逐艦「島風」）は建造に手間がかかり、この損失を埋めるだけの隻数を建造することが不可能だった。個々の艦の性能を向上させても、アメリカ軍の数的優位と航空優勢の前では戦局を変えることができなかったのである。また、これらの駆逐艦は缶室（ボイラー室）と機械室のどちらかに浸水すると航行不能となるなどの防御上の欠点が実戦で明らかになった。そこで従来の大型駆逐艦指向を見直し、小型化によって数を揃えつつ、国内の資源や工作能力に見合った小型駆逐艦への方向転換がはかられた。補給・揚陸船団の護送のために兵装の重心を対空対潜に移し、防御上の改良を行ないつつ構造を簡易化して生産を容易とした新たな駆逐艦を建造することとなった。これが松型（丁型）であり、構想自体は1942年（昭和17年）末頃に生じた。
松型（丁型）はその全てが本来二等駆逐艦（基準排水量1,000トン以下）に付けられる樹木の名前が与えられ、その艦名と建造経緯から「雑木林」などと呼ばれた。「竹」に勤務していた中垣義幸大尉（航海長）によれば、航海機器や兵装は艦隊型駆逐艦の「雪風」よりも新しく、充実していたという。
それまでの艦隊型駆逐艦に比較して、対艦兵装、速力とも抑えられているため、しばしば護衛駆逐艦または護送駆逐艦と呼ばれるものの、松型駆逐艦はいわゆる護衛駆逐艦として計画・建造されたものではない。

## 計画
ケ号作戦が発動された1943年（昭和18年）2月頃、軍令部は改⑤計画にて建造を計画していた夕雲型8隻・秋月型23隻の建造計画を取り止めることを決定した。同時に、火力や雷装を減らして対空能力を強化し戦訓を採り入れ、輸送任務も行え、加えて急速建造が出来る中型駆逐艦の建造計画を立案。昭和18年度から建造を行い、昭和20年（1945年）末までに42隻建造を目標とする、改⑤計画第二次追加計画を決定した。
これに先立つ2ヶ月前、海軍艦政本部は「基本計画番号『F55』仮称第5481号型艦」の基本設計計画を始めた。これが後の松型駆逐艦である。海軍艦政本部各課の協議により下記9案の設計案が作成され、検討が行われた。
- 1942年12月7日に作成され、夕雲型・朝潮型・白露型をタイプシップとして設計計画されたA〜C案
- 同年12月19日に作成され、睦月型・鴻型をタイプシップとして設計計画されたD〜F案
- 同年12月27日に作成され、設計計画されたG〜I案

|    | 水線長 | 最大幅 | 基準排水量 | 速力        | 馬力        | 主機関         | 缶数 | 軸数 |
| -- | ------ | ------ | ---------- | ----------- | ----------- | -------------- | ---- | ---- |
| A  | 109 m  | 10 m   | 1,620 トン | 29.5 ノット | 26,000 馬力 | 秋月型タービン | 2    | 1    |
| B  | 110 m  | 10.2 m | 1,770 トン | 32.0 ノット | 37,500 馬力 | V7型タービン   | 同上 | 同上 |
| C  | 同上   | 同上   | 1,820 トン | 31.0 ノット | 35,000 馬力 | 新型タービン   | 3    | 2    |
| D  | 100 m  | 9.8 m  | 1,480 トン | 30.0 ノット | 26,000 馬力 | 秋月型タービン | 2    | 1    |
| E  | 92 m   | 9.1 m  | 1,085 トン | 28.3 ノット | 19,000 馬力 | 鴻型タービン   | 同上 | 2    |
| F  | 95 m   | 9.3 m  | 1,175 トン | 28.0 ノット | 同上        | 同上           | 同上 | 同上 |
| G  | 同上   | 9.3 m  | 1,190 トン | 同上        | 同上        | 同上           | 同上 | 同上 |
| G´ | 同上   | 同上   | 1,180 トン | 同上        | 同上        | 同上           | 同上 | 同上 |
| H  | 97 m   | 9.45 m | 1,235 トン | 27.8 ノット | 同上        | 同上           | 同上 | 同上 |
| I  | 98 m   | 9.35 m | 1,260 トン | 同上        | 同上        | 同上           | 同上 | 同上 |

|    | 航続距離            | 燃料  | 主砲             | 機銃         | 雷装         | 爆雷 | 建造期間 |
| -- | ------------------- | ----- | ---------------- | ------------ | ------------ | ---- | -------- |
| A  | 6,000 海里/18ノット | 610 t | 12.7cm連装高角×2 | 25mm三連装×5 | 61cm六連装   | 36   | 12ヶ月   |
| B  | 同上                | 588 t | 同上             | 25mm三連装×6 | 61cm四連装×2 | 同上 | 同上     |
| C  | 同上                | 634 t | 同上             | 同上         | 同上         | 同上 | 13ヶ月   |
| D  | 3,000 海里/18ノット | 285 t | 同上             | 25mm三連装×5 | 61cm四連装×1 | 同上 | 11ヶ月   |
| E  | 同上                | 335 t | 長8cm連高角×2    | 25mm三連装×4 | 同上         | 同上 | 10ヶ月   |
| F  | 同上                | 380 t | 12.7cm単装高角×1 | 25mm三連装×5 | 同上         | 同上 | 同上     |
| G  | 3,000 海里/18ノット | 360 t | 12.7cm連装高角×1 | 25mm三連装×6 | 同上         | 同上 | 同上     |
| G´ | 同上                | 340 t | 同上             | 同上         | 同上         | 同上 | 同上     |
| H  | 同上                | 366 t | 12.7cm単装高角×1 | 25mm三連装×4 | 同上         | 同上 | 同上     |
| I  | 同上                | 360 t | 同上             | 同上         | 53cm三連装×1 | 同上 | 8ヶ月    |

まずはAからC案が検討されたが船体が大きく量産に向かないとして却下され、次に航続距離と速力を忍んだDからF案が検討された。この際には長8cm連装高角砲が機構面の複雑さによる製造の難しさと補給面から却下され、主機械についても新型タービンの開発製造がないこと、秋月型タービンでは1軸となり主機械室が破壊された際に航行不能となることから、鴻型タービンを流用することとなった。最後にGからI案が検討され、H案が採用された。この後、抵抗軽減のために艦尾が1m延長されて水線長が98mとなり、雷装案の検討が複数回行われ、艦型が決定した。

## 艦型

### 船体

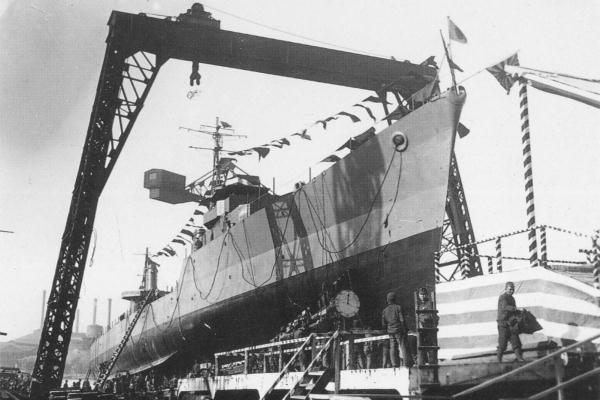
建造時の「樺」。松型の直線的な船体形状が良く判る。

松型では急速建造を実現するために日本海軍艦艇の特徴である船体の曲線構造を止め、平面構成を多用した設計になった。駆逐艦としては低速のため、操艦性を重視して艦幅や喫水は全長に対して大きめに設計している。用兵側は、松型の運動性能について「操艦性能に富む」と評価した。
艦首は従来のいわゆるダブル・カーブド・バウではなく直線艦首とし、艦首のシアーも短くなる。艦首舷側のフレアーを少なくし、外板や構造材の曲げ加工を極力少なくした。艦尾の艦底は従来の艦では推進器や舵のある関係でオーバーハングが生じ、工作も複雑になる。松型での艦尾形状は地上で組み立てるスケグを取り付ける方式にして、工作を簡易化した。ビルジキールは三角形の箱型（従来）から平板型（松型）に変更し簡易化を進めた。
船体材料の鋼材も従来駆逐艦が採用していた特殊鋼（DS鋼/D鋼）ではなく、高張力鋼（HT鋼）を上甲板に普通鋼板を艦底に使用した。これらの材料は重量が増すが調達が容易であり、大きな技術的問題を引き起こすこともなかった。
船体建造は最初にキール(龍骨)を据え付けてフレーム(肋骨)を立てていき、外板や甲板を取り付けていく従来と同じ方式でブロック建造は採用されなかった。また主要構造の接合には鋲接が用いられており、まだ溶接の全面採用はされていない。

### 兵装

#### 砲熕兵装
従来の駆逐艦が採用していた主砲は三年式 12.7cm（50口径）砲であったが、松型は対空火器として使える八九式 12.7cm（40口径）高角砲を採用した。特筆すべきは従来は連装砲架のみであったが、松型駆逐艦専用に防盾付きの単装砲架が新設計されて艦首側に1基が配置されたことである。艦尾甲板上には連装砲架で1基の計3門搭載した。対空戦闘・対水上艦戦闘の双方に対応できるため、用兵側は好評価を与えている。砲側照準による対空射撃も可能だが、高射砲射撃指揮装置なしでの命中は期待できなかった。
また近接対空火力強化のために九六式 25mm機銃を12挺以上備えることが要求され、松型には3連装4基12挺の搭載を計画、松の竣工時には同単装機銃8挺も搭載されている。その後後部煙突と探照燈の間に機銃台を設けるなど、単装機銃は12挺（または13挺）に強化され、就役済みの艦にも単装機銃を中心に逐次増備されていった。

#### 魚雷
松型は艦隊決戦における敵主力艦隊への水雷戦参加を想定されておらず、雷装は従来の駆逐艦に比して軽微なものとなっている。魚雷の搭載有無についても議論があった。設計案では61cm魚雷発射管を6連装1基または4連装2基、もしくは53cm3連装または6連装などが検討された。
当初は「61cm4連装発射管1基では射線が不足する」と艦攻本部の主務者会議で意見が挙げられ、ほぼ同重量である53cm6連装発射管1基と決定された。これは、後に軍令部の主要目要求にも採用されたが、1番艦である「松」が完成直前になって前線司令部から、ソロモン海域での戦訓として「魚雷戦を行うには53cmは威力不足である」という異議申し立てが行われた。これにより、最終的には九二式61cm4連装発射管1基が搭載されることとなった。

#### 爆雷
九四式爆雷投射機（通称Y型砲）2基、投下軌道2条、爆雷36個を搭載した。爆雷の量は十分でなく、その後60個に増載された。また、あ号作戦に参加した「竹」「梅」「桃」「桑」「杉」「槇」には三式爆雷投射機4基装備の訓令が出され、前者3隻は実際に装備した。装備位置は4番3連装機銃から後部高角砲前までの上甲板両舷とされている。

#### ソナー
松型は従来の艦と同じ九三式水中聴音機と九三式探信儀であった。

#### レーダー
竣工時より22号電探が艦橋上の電探檣に装備された。後期に竣工した艦は後部マストに13号電探、前部マストのトップに逆探（E-27電波探知機）を装備した。13号電探の装備は9番艦の「樅」からという。「桃」は前部マストのトップに13号電探を装備した。

### 機関
松型の機関については、上記にあるように機関の製造能力、抗堪性を重視、さらに量産性（生産能力）を考慮して鴻型水雷艇の機関を流用した2基2軸とした。また、速力と航続力を抑えたH案で決定した。なお主機のタービンは鴻型と主減速装置（減速ギア）が異なっており、回転数は400 rpm（鴻型は520 rpm）と低くなっている。
その機関配置についても、在来の日本艦艇とは異なったものとなっている。通常、日本海軍の艦船の機関配置は、艦首側からボイラー（第1から第3缶室）・タービン（前部機械室）・発電機（後部機械室）と言うのが標準的な配置である。しかし松型では国産艦では初めて「シフト配置方式」を採用している。これは、機関を前後2つに分け、前部に左舷用のボイラー（第一罐室）と「タービン+発電機」（前部機械室）、後部に右舷用のボイラー（第二罐室）と「タービン+発電機」（後部機械室）と交互に配置する形式となり、このために細身の2本煙突は前後に離れているのが外観上の特徴である。従来の機関配置ならば機関区画の長さを抑えられて船体の長さを抑える事ができる代わりに、どこか一ヵ所にトラブルや被害を受けると全てがやられて航行不能になる可能性が高いのに対し、本形式ならば建造の手間はかかるが、右舷側もしくは左舷側の機関が破壊されても残りの機関で航行が可能だった。艦の生存性が高められる例として多号作戦に従事していた松型2隻（竹、桐）において、それぞれ機械室被弾も片舷の軸系が生き残り、航行不能とならずに済んだ戦訓があった。
この機関配置の方式はすでにフランスやアメリカなどで駆逐艦から戦艦に至るまで広く採用されており、フランス・アメリカ海軍艦艇の強靭さの一因であった。なお前部機械室（左舷用）からスクリュー（艦尾）までプロペラシャフトが延びているため、第2缶室にある2号缶（ボイラー）は艦中央線から右にずれており、したがって後部煙突も中心線から右にずれている。巡航タービンは前部機械室（左舷用タービン）にのみ置かれていた。
駆逐艦として速力27 - 28ノットは不足気味であり、最前線では松型の速力増大を求めている。子航続距離の短さは、機動部隊として運用する場合に難点となった。レイテ沖海戦における第一機動艦隊は「伊勢型戦艦の低速、丁型駆逐艦（松型駆逐艦）の航続力の短さ、燃料消費の多さで空母機動部隊の行動が制限された」と評している。

### 艦載艇
日本の駆逐艦は普通内火艇とカッターを搭載する。だがガダルカナル島戦頃より朝潮型駆逐艦や陽炎型駆逐艦の一部は改造工事を受け、十三米特型運貨物船（中型発動艇）を搭載可能となった。
松型は陸上部隊への物資輸送のため、設計段階から「小発」と呼ばれる一種の上陸用舟艇を2隻搭載可能となった。航空母艦を除いて戦闘艦が設計段階からそのような艇を搭載することはなく、輸送任務も考慮した本艦の特徴的な装備である。

### その他の艤装
艦橋は船首楼甲板から2段（陽炎型等は3段）、上甲板から数えると3段（陽炎型等は4段）の構造になる。従来の形状とは全く違い、曲線部の無い箱型構造になる。艦橋は地上で組み立て、船体に搭載した。工事簡易化のために操舵室は廃止され、羅針艦橋内に操舵機がある。羅針艦橋の上は露天の上部艦橋で防空指揮所兼測距所であり、前面と側面に防弾板を兼ねた側板がある。この側板は戦訓から後方に伸ばされ、艦によって違いがある。なお、羅針艦橋前の25mm3連装機銃の下には弾薬供給所が置かれたが、日本海軍の駆逐艦では松型（と橘型）のみに設置された。
マストや支柱は鋼管材でなく山形鋼を組み合わせたものに変更した。艤装品でも副錨を廃止、索具や天幕なども極力減らし、艦尾旗竿も廃止された。軍艦旗は後部マストのガフに掲げられ、停泊燈、艦尾燈は後部天幕支柱に設置された。弾薬庫への緊急注水管も廃止された。通風筒なども工作の簡単なキセル型になり、機械室の天窓も簡易化された。
居住区では第1士官用の士官寝室が6人1部屋（従来は2人1部屋で4部屋）で床面積が狭くなり、室内のソファやテーブルなどが廃止された。兵員室でも腰掛け兼衣服箱や小物格納棚などが廃止された。主計科事務室が廃止され、兵員室の隅に机を置いて事務を行った。

## 橘型駆逐艦

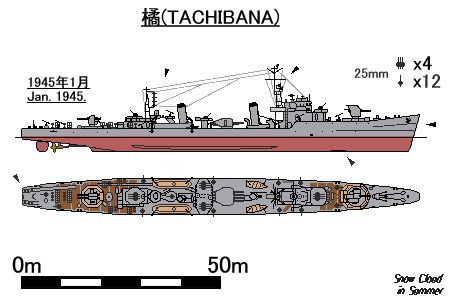
竣工時の「橘」の艦型図。矢印部分は松型駆逐艦との相違点。

仮称第5491号艦（八重桜）からは基本計画番号がF55Bと改められた（それまではF55）。八重桜は後に工事中止となり、橘が最初に竣工したためF55Bの艦は橘型と呼ばれている。その他に改松型松型改改丁型などとも呼称される。ただし、艦艇類別等級別表における公式類別上は、全て松型に属する。基本設計は横須賀海軍工廠設計部で行われた。

### 船体
船体に関しては下記のような簡易化を進めた。
- 線図の変更
  - 艦尾形状は丸みを帯びたクルーザー・スターン（船尾）から角形のトランサム・スターンに変更[44]
  - キャンバー（露天甲板のふくらみ）を廃止
  - 艦首のフレア（側面の反り返り）は平面を組み合わせ、ナックルで繋ぐ。
  - 艦首水線下のカットアップを廃止、艦首は艦底まで直線になった
- 上甲板もHT鋼から普通鋼に変更[45]、その分板厚を増した。
- 溶接を全面的に採用し、ブロック工法を採用

この経験は後に、現在の日本の造船技術を支える近代工法の確立につながった。
なお、松型は簡易廉価な平面や直線を組み合わせた船体形状を採用したが、速力への影響はあまり無かった。

### 兵装
22号電探は前部マスト中段に搭載するように変更された。13号電探は後部マストに竣工時から搭載された。
ソナーは新型の四式水中聴音機（パッシブソナー）と三式探信儀（アクティブソナー）を搭載し、四式水中聴音機装備のために艦首の艦底に直径3mの平らな面が設けられた。しかし、大戦末期の日本の電子機器の性能にはムラがあり、聴音機はともかく探信儀の方は評価が低かったと言われる。

### 機関
機関関係では中圧タービンと巡航タービンが省略された。公試排水量は松型の1,530トンから「橘」で1,640トンに増加し、速力は27.8ノットから27.3ノットに低下した。

### 艤装
松型と基本構造は同じであるが、電波探知室の増大のために船首楼甲板部分が後方に延長され、羅針艦橋部分も後方に拡大された。羅針艦橋のウイングには二式哨信儀が装備されている（松型も途中から装備）。
リノリウム（甲板敷物の一種）を全面廃止、手すり柱などのメッキ加工を廃止して塗装に変更するなどの簡易化が更に行われた。

## 回天搭載

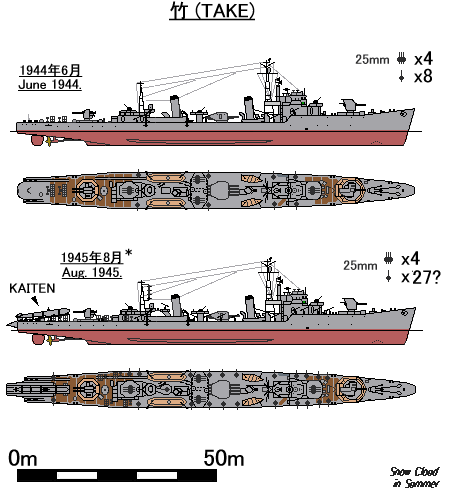
回天搭載例。下が終戦時（1945年8月）の竹。単装機銃の配置と回天の架台は推定。

1945年（昭和20年）4月になり、海軍の作戦は特攻作戦へと切り替わっていった。これを受け第31戦隊に所属していた松型駆逐艦は同じく第31戦隊所属の秋月型駆逐艦の他、軽巡洋艦「北上」、駆逐艦「波風」などと共に5月20日付けで海上挺進部隊を編成した。7月15日の第11水雷戦隊解隊後は、第52駆逐隊（杉、樫、楓、梨、萩、樺）も第31戦隊に編入されて海上挺進部隊に所属した。松型駆逐艦は艦尾に特攻兵器の人間魚雷回天を1基搭載（秋月型の花月は回天8基登載）。連合国軍の本土上陸作戦に際しては接近した上陸部隊に対し回天で攻撃を行い、次いで魚雷による夜戦で敵輸送船団を攻撃する計画だった。
改造実施状況は以下のとおり。第41駆逐隊所属の「竹」「槇」「桐」「榧」「蔦」「椎」と第52駆逐隊所属の「杉」「樫」「楓」「楡」「梨」「萩」の各艦は6月以降に呉海軍工廠で工事が行われたようであるが、正確な工事記録が残っておらず、どの艦にいつ工事が行われたか判っていない。戦後撮影された写真を見ると10隻前後に工事が行われている。これらのうち、「梨」は1954年（昭和29年）に浮揚作業が行われたが、その写真に回天用の架台が写っている。また『艦艇引渡し調書』には「椎」「榧」「樺」に回天搭載設備の記録が残っている。重油燃料が逼迫していたので訓練回数は多くなかった。また7月以降は戦力温存のために「竹」「榧」「槇」「桐」「蔦」の各艦は山口県の屋代島に擬装、隠蔽して繋留された。それから1ヶ月余りで終戦となったため、他の艦も含め実戦での使用はなかった。
回天搭載艦に改造された「樺」の場合、全長104m。重油燃料タンクは340トン、航続距離は18ノットで2500海里となっている。

## 予算・建造
建造計画は1943年（昭和18年）2月に改⑤計画の追加として42隻、昭和18年度（1943年）から昭和20年度（1945年）末までに完成する計画が商議に提出され、その予算は第84帝国議会で32隻分（1隻単価9,326,000円、1944年2月15日公布）、第85帝国議会で10隻分（1隻単価9,614,000円、1945年2月1日公布）が成立した。仮称艦名は「第5481号艦」から「第5522号艦」まで。建造は舞鶴海軍工廠5隻、横須賀海軍工廠24隻、藤永田造船所13隻に割り振られた。
また軍令部の要求に含まれていないが、第86帝国議会で32隻（1隻9,614,000円）の予算が承認された。仮称艦名は「第4801号艦」から「第4832号艦」までの32隻になる。松型を更に簡易急造化した艦型（いわゆる橘型）で、「楡」など6隻が竣工した。
昭和20年度になり、起工した艦のうち同年度前期に竣工の見込みのない艦は建造中止、起工していない艦は建造取り止めとなり、最終的に松型18隻、橘型14隻の32隻が竣工、9隻が建造中止となった。

## 戦歴

### 昭和19年
1944年（昭和19年）4月28日に松型1番艦の「松」が竣工、以降松型駆逐艦は順次竣工していった。各艦は竣工とともに第11水雷戦隊に編入されて訓練を実施している。同年7月15日附で松型4隻（松、竹、梅、桃）による第43駆逐隊が編制され、数日後に第31戦隊に編入された。各艦はそれぞれ輸送作戦に参加。松型は護衛船団旗艦としても適当とみられていた。だが8月4日、小笠原方面への輸送作戦に従事していた「松」（船団旗艦）が失われた（スカベンジャー作戦）。
8月20日に第31戦隊（旗艦「五十鈴」）が新編されると、旧式駆逐艦（睦月型、神風型、峯風型）や海防艦と共に第43駆逐隊も第31戦隊に組み込まれた。後日、11月15日附で第52駆逐隊（52駆：檜、樅、杉、樫、桑）が編成されると、25日附で52駆も第31戦隊に編入された。
10月下旬のレイテ沖海戦では松型駆逐艦は4隻（桑、槇、桐、杉）が、第三艦隊司令長官小沢治三郎中将が率いる空母部隊〔第三航空戦隊（瑞鶴、瑞鳳、千歳、千代田）、第四航空戦隊（日向、伊勢）、軽巡洋艦3隻（大淀、五十鈴、多摩）、秋月型駆逐艦（初月、秋月、若月、霜月）〕と共に参加した。10月25日の空襲で「槇」が被弾して小破、「桑」も至近弾で損傷した。なお、松型2隻（桐、杉）の2隻は前日に本隊からはぐれ、燃料不足となり台湾に後退している。その際、空襲により「桐」が至近弾で損傷している（小破認定）。
レイテ沖海戦で敗北した日本軍であったが、その後も日本陸軍と共にレイテ島に対して増援部隊を送り続けた。レイテ島地上戦にともなう増援輸送作戦を多号作戦と呼ぶ。松型駆逐艦も第3次作戦（指揮官は早川幹夫第二水雷戦隊司令官）から「竹」が投入されたが、この時は中途で先行していた第4次船団（指揮官は木村昌福第一水雷戦隊司令官）の護衛艦と交代（「竹」と「初春」がマニラへ帰投、「長波」「朝霜」「若月」が第三次船団に合流してレイテ島へ）という形でマニラに引き返している。第三次輸送船団はレイテ島オルモック湾で大規模空襲をうけ、駆逐艦「朝霜」を残して全滅した。
11月13日のマニラ大規模空襲で、多号作戦参加艦艇は大損害を受けた。水雷戦隊の駆逐艦はマニラから撤退したので、松型駆逐艦と駆潜艇が多号作戦の主力護衛艦艇となった。11月20日、艦隊の再編により松型多数が所属する第31戦隊は第五艦隊（司令長官志摩清英中将、旗艦「足柄」）に編入された。本格的に参加を始めた第5次作戦でも「竹」が続けて投入された。11月24日、第二梯団として輸送艦3隻を護衛してマニラを出撃するが、途中空襲により輸送艦2隻（6号、10号）が撃沈され、残り1隻（9号輸送艦）と「竹」も損傷したため作戦中止、マニラに引き返している。
第7次作戦には松型2隻（桑、竹）が参加した。「桑」駆逐艦長指揮下の2隻は第三・第四梯団となり輸送艦3隻を護衛して11月30日マニラを出撃、12月2日夜にレイテ島オルモック湾に無事到着して揚陸作業中、米駆逐艦3隻と戦闘になった。この戦闘で「桑」は撃沈されたが、「竹」は雷撃でアメリカ駆逐艦「クーパー」を撃沈した。この時も丁型の機関配置が「竹」を行動不能から救った。
第8次作戦には松型3隻（梅、桃、杉）が参加した。3隻は駆潜艇2隻と共に船団（輸送船4、輸送艦1）を護衛して12月5日にマニラを出撃した。この頃、アメリカ軍がオルモック南方に上陸を開始しレイテ島西岸も危険になった。12月7日、レイテ東北西部のサンイシドロで揚陸を敢行するが、空襲を受け軍需品の揚陸はほとんどできず、輸送船団も大損害を受けた。2隻（梅、杉）も損傷した。なお、「桃」は12月14日マニラ湾で空襲を受けて損傷、台湾へ後退中の15日、アメリカ潜水艦に雷撃され撃沈されている。
第9次作戦では「桐」が睦月型駆逐艦2隻（夕月、卯月）、輸送船3隻、輸送艦2隻（第140号、第159号）、駆潜艇2隻（17号、37号）と共に参加した。12月9日、船団を護衛してマニラを出撃。途中空襲により輸送船2隻が被弾航行不能となった。部隊を率いていた沢村成二大佐（第30駆逐隊司令、司令駆逐艦「夕月」）は部隊を2つにわけ、駆逐艦2隻（夕月、桐）と輸送艦2隻はオルモック湾へ向かった。揚陸作業で「輸送艦159号」が地上からの砲撃で失われた。「夕月」「桐」は攻撃してきたアメリカ駆逐艦と交戦した。帰投中、「桐」は空襲で至近弾を受け損傷したが、この時も丁型の機関配置が「桐」を救った。またこの空襲で「夕月」が航行不能となり、「桐」の砲撃により処分された。日本軍は第10次多号作戦（陸軍部呼称「決号作戦」）も計画していたが、アメリカ軍のミンドロ島侵攻により中止となった。
12月9日、駆逐艦3隻〔松型（槇）、秋月型駆逐艦（冬月、涼月）〕は日本本土へ帰投中の軍艦2隻（戦艦「榛名」、空母「隼鷹」）を護衛していたが、「槇」と「隼鷹」が被雷損傷した。12月15日、アメリカ軍はミンドロ島サンホセ付近に上陸した。日本軍中央（大本営、連合艦隊司令部）と現地軍（南西方面艦隊、第14方面軍）との間でミンドロ島逆上陸をめぐって温度差があったものの、南西方面艦隊は麾下の第二遊撃部隊（指揮官志摩清英第五艦隊司令長官）に水上艦艇のミンドロ島突入を命じた。この作戦は礼号作戦と呼ばれた。参加部隊は第二水雷戦隊司令官木村昌福少将指揮下の第二水雷戦隊（霞、朝霜、清霜）、重巡洋艦「足柄」、軽巡洋艦「大淀」などであった。松型駆逐艦も「榧」「杉」「樫」が参加した。部隊は12月24日にカムラン湾を出撃、途中で駆逐艦「清霜」を失い、各艦（足柄、大淀、榧、杉）に被害があったが、作戦は一応成功した。

### 昭和20年
1945年（昭和20年）1月4日、サンジャックから「生田川丸」を護衛してきた第52駆逐隊（檜、樅）はマニラに入港。翌日、2隻はマニラ沖で空襲を受けて「樅」は沈没、「檜」も航行不能となったが、応急修理後にマニラへ戻ることができた。だがアメリカ軍はマニラ沖合を北上してルソン島西岸のリンガエン湾（マニラ北方）に集結、まもなく上陸作戦を開始した。1月7日、「檜」はマニラを出港したが、アメリカ駆逐艦4隻の攻撃により撃沈された（52駆逐隊司令戦死）。1月31日にはフィリピンの搭乗員救出のため台湾高雄を出撃した駆逐艦3隻（汐風、梅、楓）と第一輸送戦隊（輸送艦1、駆潜艇1）は台湾南方で空襲を受け、3隻とも損傷。「梅」は沈没、2隻（汐風、楓）も引き返した。第一輸送戦隊も空襲により損傷し、作戦を中止した。
フィリピン方面での水上艦艇の行動は至難となった。2月5日、第31戦隊は戦時編制において連合艦隊附属となり、高雄警備府部隊に編入された。第31戦隊は内地に帰投し、2月28日から3月中旬まで「竹」が同戦隊旗艦となった。第31戦隊の第二艦隊編入とともに秋月型駆逐艦「花月」が増強され、戦隊旗艦となった。4月1日、訓練練成部隊の第11水雷戦隊（旗艦「酒匂」、松型・橘型多数）が第二艦隊（司令長官伊藤整一中将、旗艦「大和」）に編入される。稼働残存駆逐艦は松型や橘型をふくめ第二艦隊に集約された。
4月6日の「大和」（第一航空戦隊）と第二水雷戦隊の沖縄出撃の際には松型2隻（榧、槇）が駆逐艦「花月」（第31戦隊旗艦）と共に途中まで同行した（坊ノ岬沖海戦）。4月20日、第二艦隊と第二水雷戦隊は解隊、第31戦隊と第11水雷戦隊は連合艦隊附属となった。二水戦の残存艦〔第7駆逐隊（潮、響）、第17駆逐隊（雪風、初霜）、第41駆逐隊（涼月、冬月）〕は第31戦隊に編入された。5月20日に海上挺進部隊が編成され、7月15日には第11水雷戦隊が解隊され、同戦隊所属の第52駆逐隊は第31戦隊に編入（海上挺進部隊）。第53駆逐隊は解隊されて特殊警備艦に分類され、防空砲台となった。
海上挺進部隊は本土周辺で行動していたが、機雷や空襲により、終戦までに被害が続出した。5月25日「桜」が下関沖で触雷、7月11日紀淡海峡近くで再度触雷して沈没した。6月5日には「椎」が豊後水道で触雷。6月26日には「榎」が小浜灯台付近で触雷、大破着底した。また6月30日には「楢」が下関沖で触雷した。
「楡」は6月22日瀬戸内海で空襲により中破した。7月14日には「橘」が函館港内で空襲により被爆沈没している。「柳」も津軽海峡で被弾、大破した。さらに24日には3隻（樺、萩、椿）が瀬戸内海で空襲により損傷。28日には「梨」が被弾し沈没した。

## 終戦後
終戦時には18隻が航行可能状態で残存していた（32隻竣工、9隻沈没、5隻航行不能）。それらは戦後復員輸送に使われ、その後各国に戦時賠償艦（戦利艦）として引き渡された。中国やソ連は引き渡された艦を自国の海軍に編入して使用したが殆どは標的艦か係留練習艦として使用され、再武装を施されたのは「初梅」のみだった。アメリカ、イギリスに引き渡された艦の一部と残った艦（航行不能艦や未成艦）は解体されるか防波堤の一部として使われた。
沈没した「梨」は引き上げられた後、海上自衛隊の護衛艦「わかば」として再就役した。日本海軍の駆逐艦で、海上自衛隊に引き継がれたのは「梨」のみである。名称を変更したのは既に除籍された艦名であることと、平仮名の「なし」では「無し」と誤解を与えるため。

## 同型艦
艦名(よみ)：「仮称艦名」、竣工日など(建造所)、その後。建造所は以下のように略。舞鶴 = 舞鶴海軍工廠、横須賀 = 横須賀海軍工廠、藤永田 = 藤永田造船所、川崎神戸 = 川崎重工業神戸工場（艦船工場）。
| 艦名                | 仮称       | 建造   | 竣工           | 最後                                                             |
| ------------------- | ---------- | ------ | -------------- | ---------------------------------------------------------------- |
| 松（まつ）          | 第5481号艦 | 舞鶴   | 1944年4月28日  | 1944年8月4日、父島沖で戦没                                       |
| 竹（たけ）          | 第5482号艦 | 横須賀 | 1944年6月26日  | 終戦時残存。復員輸送に従事後、賠償艦としてイギリスへ             |
| 梅（うめ）          | 第5483号艦 | 藤永田 | 1944年6月28日  | 1945年1月31日、台湾南方沖で戦没                                  |
| 桃（もも）          | 第5484号艦 | 舞鶴   | 1944年6月10日  | 1944年12月15日、リンガエン湾西方で沈没                           |
| 桑（くわ）          | 第5485号艦 | 藤永田 | 1944年7月25日  | 1944年12月3日、オルモック湾で沈没                                |
| 桐（きり）          | 第5486号艦 | 横須賀 | 1944年8月14日  | 終戦時残存。賠償艦としてソ連へ                                   |
| 杉（すぎ）          | 第5487号艦 | 藤永田 | 1944年8月25日  | 終戦時残存。復員輸送に従事後、賠償艦として中華民国・台湾へ       |
| 槇（まき）          | 第5488号艦 | 舞鶴   | 1944年8月10日  | 終戦時残存。賠償艦としてイギリスへ                               |
| 樅（もみ）          | 第5489号艦 | 横須賀 | 1944年9月3日   | 1945年1月5日、マニラ沖で戦没                                     |
| 樫（かし）          | 第5490号艦 | 藤永田 | 1944年9月30日  | 終戦時残存。復員輸送に従事後、賠償艦としてアメリカへ（のち解体） |
| 榧（かや）          | 第5492号艦 | 舞鶴   | 1944年9月30日  | 終戦時残存。復員輸送に従事後、賠償艦としてソ連へ                 |
| 楢（なら）          | 第5493号艦 | 藤永田 | 1944年11月26日 | 終戦時艦尾損傷状態。1948年、解体                                 |
| 櫻（さくら）        | 第5496号艦 | 横須賀 | 1944年11月26日 | 1945年7月11日、和泉灘で沈没                                      |
| 柳（やなぎ）        | 第5497号艦 | 藤永田 | 1945年1月18日  | 終戦時大破擱座。1947年、解体                                     |
| 椿（つばき）        | 第5498号艦 | 舞鶴   | 1944年11月30日 | 終戦時中破。1948年、解体                                         |
| 檜（ひのき）        | 第5502号艦 | 横須賀 | 1944年9月30日  | 1945年1月7日、マニラ沖で沈没                                     |
| 楓（かへで/かえで） | 第5505号艦 | 横須賀 | 1944年10月30日 | 終戦時残存。復員輸送に従事後、賠償艦として中華民国・台湾へ       |
| 欅（けやき）        | 第5508号艦 | 横須賀 | 1944年12月15日 | 終戦時残存。復員輸送に従事後、賠償艦としてアメリカへ             |

| 艦名               | 仮称       | 建造     | 竣工          | 最後                                                                             |
| ------------------ | ---------- | -------- | ------------- | -------------------------------------------------------------------------------- |
| 柿（かき）         | 第5499号艦 | 横須賀   | 1945年3月5日  | 終戦時残存。復員輸送に従事後、賠償艦としてアメリカへ                             |
| 樺（かば）         | 第5500号艦 | 藤永田   | 1945年5月29日 | 終戦時残存。復員輸送に従事後、賠償艦としてアメリカへ（のち解体）                 |
| 橘（たちばな）     | 第5511号艦 | 横須賀   | 1945年1月20日 | 1945年7月14日、函館港内で沈没                                                    |
| 蔦（つた）         | 第5514号艦 | 横須賀   | 1945年2月8日  | 終戦時残存。復員輸送に従事後、賠償艦として中華民国・台湾へ                       |
| 萩（はぎ）         | 第5517号艦 | 横須賀   | 1945年3月1日  | 終戦時残存。復員輸送に従事後、賠償艦としてイギリスへ                             |
| 菫（すみれ）       | 第5520号艦 | 横須賀   | 1945年3月26日 | 終戦時残存。復員輸送に従事後、賠償艦としてイギリスへ                             |
| 楠（くすのき）     | 第5521号艦 | 横須賀   | 1945年4月28日 | 終戦時残存。復員輸送に従事後、賠償艦としてイギリスへ                             |
| 初櫻（はつざくら） | 第5522号艦 | 横須賀   | 1945年5月28日 | 終戦時残存。復員輸送に従事後、賠償艦としてソ連へ                                 |
| 楡（にれ）         | 第4809号艦 | 舞鶴     | 1945年1月31日 | 1945年1月5日、マニラ沖で戦没                                                     |
| 梨（なし）         | 第4810号艦 | 川崎神戸 | 1945年3月15日 | 1945年7月28日、山口県柳井沖で沈没 戦後、浮揚修復され護衛艦「わかば」として再就役 |
| 椎（しひ/しい）    | 第4811号艦 | 舞鶴     | 1945年3月13日 | 終戦時残存。復員輸送に従事後、賠償艦としてソ連へ                                 |
| 榎（えのき）       | 第4812号艦 | 舞鶴     | 1945年3月31日 | 1945年6月26日、小浜灯台沖で大破擱座。1948年に解体                                |
| 雄竹（をだけ）     | 第4814号艦 | 舞鶴     | 1945年5月15日 | 終戦時残存。復員輸送に従事後、賠償艦としてアメリカへ                             |
| 初梅（はつうめ）   | 第4815号艦 | 舞鶴     | 1945年6月18日 | 終戦時残存。復員輸送に従事後、賠償艦として中華民国・台湾へ                       |

未成艦(建造中止)
橘型
- 八重櫻（やへざくら[136]/やえざくら）：「第5491号艦」、1944年12月18日起工、1945年1月8日命名、3月17日進水（横須賀）。6月23日工事中止。
- 矢竹（やだけ）[140]：「第5494号艦」、1945年1月2日起工（横須賀）、同年2月5日命名。4月17日工事中止。
- 葛（くず） または真竹：「第5495号艦」、1945年3月20日起工（横須賀）。4月17日工事中止。
- 桂（かつら）[136]：「第5503号艦」、1944年11月30日起工、1945年1月8日命名、6月23日進水（藤永田）。同日工事中止。
- 若櫻（わかざくら）[140]：「第5507号艦」、1945年1月15日起工（藤永田）、同年2月5日命名。5月11日工事中止。
- 梓（あづさ[141]）[136]：「第4813号艦」、1944年12月29日起工（横須賀）、1945年2月5日命名。4月17日工事中止。
- 栃（とち）[140]：「第4816号艦」、1945年2月5日命名、同年5月28日船台を空けるために進水（舞鶴）。5月18日工事中止。船体は戦後、秋田港防波堤となるが、1975年（昭和50年）、港の外港展開とともに取り除かれた。
- 菱（ひし）[142]：「第4817号艦」、1945年2月10日起工（舞鶴）、同年3月5日命名。4月17日工事中止。
- 榊（さかき）[136]：「第4820号艦」、1944年12月29日起工（横須賀）、1945年1月8日命名。1945年4月17日工事中止。

建造取りやめ
松型
1. 早梅（はやうめ）：「第5501号艦」、横須賀で建造予定。
2. 飛梅（とびうめ）：「第5504号艦」、横須賀で建造予定。
3. 藤（ふじ）：「第5506号艦」、横須賀で建造予定。
4. 山桜（やまざくら）：「第5509号艦」、藤永田で建造予定。
5. 葦（あし）：「第5510号艦」、横須賀で建造予定。
6. 篠竹（しのだけ）：「第5512号艦」、藤永田で建造予定。
7. 蓬（よもぎ）：「第5513号艦」、横須賀で建造予定。
8. 葵（あおい）：「第5515号艦」、横須賀で建造予定。
9. 白梅（しらうめ）：「第5516号艦」、藤永田で建造予定。
10. 菊（きく）：「第5518号艦」、藤永田で建造予定。
11. 柏（かしわ）：「第5519号艦」、横須賀で建造予定。

橘型
1. 黄菊（きぎく）：「第4801号艦」
2. 初菊（はつぎく）：「第4802号艦」
3. 茜（あかね）：「第4803号艦」
4. 白菊（しらぎく）：「第4804号艦」
5. 千草（ちぐさ）：「第4805号艦」
6. 若草（わかくさ）：「第4806号艦」
7. 夏草（なつくさ）：「第4807号艦」
8. 秋草（あきくさ）：「第4808号艦」
9. 薄（すすき）：「第4818号艦」
10. 野菊（のぎく）：「第4819号艦」
11. 第4821号艦
12. 第4822号艦
13. 第4823号艦
14. 第4824号艦
15. 第4825号艦
16. 第4826号艦
17. 第4827号艦
18. 第4828号艦
19. 第4829号艦
20. 第4830号艦
21. 第4831号艦
22. 第4832号艦

## 駆逐隊の変遷

### 第四十三駆逐隊
1944年（昭和19年）7月15日、松型駆逐艦で編制された最初の駆逐隊。錬成を目的とする第十一水雷戦隊と、対潜掃蕩・船団護衛を主任務とする第三十一戦隊に所属したが、編制直後に「松」が沈没。続いて戦局の悪化によりレイテ沖海戦や多号作戦など、最前線に投入された。所属駆逐艦の一覧は、松、竹、梅、桃、槙、桐、榧、蔦、椎。
昭和19年7月15日：梅、竹、松、桃で編制。駆逐隊司令菅間良吉大佐（海兵50期）。
昭和19年8月4日：船団護衛中の「松」が、米水上艦隊に撃沈される（スカベンジャー作戦）。10月10日除籍。
昭和19年9月30日：槙を編入
昭和19年10月10日：桐を編入（松を除籍）。
昭和19年11月25日：榧を編入。
昭和19年12月15日：「桃」は米潜水艦「ホークビル」に撃沈される（翌年2月10日、除籍）。
昭和20年1月9日：駆逐隊司令は菅間大佐から吉田正義大佐に交代。
昭和20年1月31日：台湾南方で爆撃を受け「梅」沈没（3月10日附で除籍）。
昭和20年3月1日：駆逐隊司令は吉田大佐から作間英邇大佐に交代。
昭和20年4月25日：蔦を編入。
昭和20年5月20日：椎を編入。

### 第五十二駆逐隊
第43駆逐隊に続き、松型駆逐艦で編制された駆逐隊。1944年（昭和19年）11月15日に編成されて第十一水雷戦隊に所属、11月25日より第三十一戦隊に所属した。戦局の悪化と共に第三十一戦隊各艦と共に最前線に投入され、多号作戦、礼号作戦等に参加した。所属した駆逐艦の一覧は、桑、檜、杉、樫、楓、楡、梨、萩、樺。
昭和19年11月15日：桑、檜、杉、樅、樫で編制。
昭和19年11月28日：駆逐隊司令岩上次一大佐（当時、第7駆逐隊司令）。
昭和19年12月3日：多号作戦参加中の「桑」がフィリピン方面で米水上艦艇に撃沈される（除籍、翌年2月10日）。
昭和20年1月5日：マニラ方面で空襲を受け「樅」が沈没（除籍3月10日）。
昭和20年1月7日：マニラ方面で「檜」が米水上艦艇に撃沈され、岩上大佐（52駆逐隊司令）戦死（除籍4月10日）。
昭和20年1月20日：楓を編入。
昭和20年3月10日：駆逐隊司令杉谷永秀大佐
昭和20年4月25日：楡を編入。
昭和20年5月20日：梨と萩を編入。
昭和20年7月15日：空襲で損傷していた「楡」を除籍（同艦は特殊警備艦に指定）。樺を編入。
昭和20年7月28日：空襲で「梨」が沈没。

### 第五十三駆逐隊
昭和20年3月15日、桜、楢、椿、柳、橘、欅で編制。駆逐隊司令豊島俊一大佐。
昭和20年7月11日：「桜」沈没（除籍8月10日）。
昭和20年7月14日：「橘」沈没（除籍8月10日）。
昭和20年7月15日：解隊。豊島司令は大阪警備府附。

## その他
1943年（昭和18年）末になると丁型をベースとして第一号型輸送艦（一等輸送艦）が計画された。設計には船体の前半部分が流用されている。

## 登場作品

### 映画
『ゴジラ-1.0』
「欅」が登場。終戦により史実通り連合国軍に接収されていたが、1947年の日本に襲来したゴジラを倒すための戦力として、陽炎型駆逐艦「雪風」、吹雪型駆逐艦「響」、峯風型駆逐艦「夕風」などと共に返還され、ゴジラ駆除作戦「海神作戦」（わだつみ作戦）に参加する。